# フランク・ドレイク
フランク・ドナルド・ドレイク（英語: Frank Donald Drake, 1930年5月28日 - 2022年9月2日 ）は、アメリカ合衆国の天文学者・天体物理学者。世界で最初の地球外知的生命体探査を実施し、また地球外文明の数を推定するドレイクの方程式の提唱者として知られている。

## 経歴
1930年にイリノイ州シカゴ(Chicago)で生まれた。
ハーバード大学院時代の1960年、グリーンバンクのアメリカ国立電波天文台（NRAO）にて、世界初の SETIであるオズマ計画を実施した。
1961年、全米科学アカデミー宇宙科学委員会の役員であった J. Peter Pearman と共に、ウェストバージニア州グリーンバンクのアメリカ国立電波天文台（NRAO）で、最初の SETI（地球外知的生命体探索）に関する会議を開催した。わずか12人の科学者が集められたこの会議の中で、彼は後に有名となるドレイクの方程式を提案する。
ドレイクの方程式とは、我々の住む銀河系の中で、コンタクト（接触）することが可能な地球外知的生命体の数を推定するもので、次の式で表される（おのおのの値についてはドレイクの方程式の項を参照）。
{\displaystyle N={R}_{*}\times {f}_{p}\times {n}_{e}\times {f}_{l}\times {f}_{i}\times {f}_{c}\times L}
2005年現在、ドレイクは全米科学アカデミーのメンバーで、1989年から1992年まで全米学術研究会議の物理学・天文学委員会の委員長を務めた。また、太平洋天文学会 (Astronomical Society of the Pacific) の会長も歴任している。1963年に一時 NASA のジェット推進研究所 (JPL) にいたが、すぐにコーネル大学の附属機関に移り、1964年から1984年までコーネル大学天文学専攻の教授を務め、プエルトリコにある、直径305mの世界最大の電波望遠鏡を持つアレシボ電波天文台の所長となった。
1984年から1988年までカリフォルニア大学サンタクルーズ校自然科学部の学部長を務め、現在は天文・天体物理学の名誉教授となっている。また現在は非営利団体SETI研究所に所属している。
2022年にカリフォルニア州アプトス(Aptos)で亡くなった。